# Amanal Petros
Amanal Petros (né le 17 mai 1995 à Assab en Érythrée) est un athlète allemand spécialiste des courses de fond. Ses origines viennent du Tigré, dans le nord de l'Éthiopie.

## Biographie
Le 5 décembre 2021 à Valence en Espagne, il porte son record personnel sur marathon à 2 h 6 min 27 s, signant un nouveau record d'Allemagne. Quelques jours plus tôt, toujours à Valence, il avait établi le record national sur semi-marathon en 1 h 0 min 9 s.
Il se classe 30e du marathon des Jeux olympiques de 2020.
Il se classe 4e du marathon des Championnats d'Europe 2022, à Munich, dans un temps de 2 h 10 min 39 s et obtient la deuxième place du classement par équipes.

## Palmarès
| Date | Compétition                       | Lieu      | Résultat | Épreuve                   | Performance     |
| ---- | --------------------------------- | --------- | -------- | ------------------------- | --------------- |
| 2017 | Championnats d'Europe par équipes | Lille     | 3e       | 5 000 m                   | 13 min 59 s 83  |
| 2017 | Championnats d'Europe espoirs     | Bydgoszcz | 2e       | 10 000 m                  | 29 min 34 s 94  |
| 2019 | Coupe d'Europe du 10 000 m        | Londres   | 2e       | 10 000 m                  | 27 min 52 s 25  |
| 2019 | Championnats d'Europe par équipes | Bydgoszcz | 3e       | 5 000 m                   | 13 min 50 s 45  |
| 2022 | Championnats d'Europe             | Munich    | 4e       | Marathon                  | 2 h 10 min 39 s |
| 2023 | Marathon de Hanovre               | Hanovre   | 1er      | Marathon                  | 2 h 7 min 2 s   |
| 2023 | Marathon de Berlin                | Berlin    | 9e       | Marathon                  | 2 h 4 min 58 s  |
| 2024 | Marathon de Hanovre               | Hanovre   | 1er      | Marathon                  | 2 h 6 min 5 s   |
| 2024 | Championnats d'Europe             | Rome      | 3e       | Semi-marathon             | 1 h 1 min 7 s   |
| 2024 | Championnats d'Europe             | Rome      | 3e       | Semi-marathon par équipes |                 |
| 2025 | Marathon de Londres               | Londres   | 8e       | Marathon                  | 2 h 6 min 30 s  |

## Records
| Épreuve       | Performance        | Lieu           | Date              |
| ------------- | ------------------ | -------------- | ----------------- |
| 5 000 m       | 13 min 22 s 52     | Heusden-Zolder | 20 juillet 2019   |
| 10 000 m      | 27 min 52 s 25     | Londres        | 6 juillet 2019    |
| 10 km         | 27 min 32 s (NR)   | Castellón      | 26 février 2023   |
| Semi-marathon | 1 h 0 min 9 s (NR) | Valence        | 24 octobre 2021   |
| Marathon      | 2 h 4 min 58 s     | Berlin         | 24 septembre 2023 |